# Spyros Lazaros
Spyridon „Spyros“ Lazaros (griechisch Σπυρίδων „Σπύρος“ Λαζάρος; * 1867; † unbekannt) war ein griechischer Tauzieher.

## Erfolge
Spyros Lazaros nahm an den Olympischen Zwischenspielen 1906 in Athen teil. Bei diesen trat er gemeinsam mit Konstantinos Lazaros, Antonios Tsitas, Spyros Vellas, Vasilios Psachos, Georgios Papachristou, Panagiotis Trivoulidis und Georgios Psachos an. Die Mannschaft erreichte nach einem 2:0-Sieg gegen Schweden das Finale, in dem sie der Mannschaft des Deutschen Reiches mit 0:2 unterlagen, womit Lazaros und seine Mitstreiter die Silbermedaille erhielten.